# 國家氣象中心 (沙烏地阿拉伯)
國家氣象中心（阿拉伯语：‎），是沙烏地阿拉伯的國家氣象研究和預報機構，隸屬環境暨水利與農業部。國家氣象中心成立於2019年3月，負責該國的天氣預報和氣象預警，並與其他國際機構進行技術合作。
除氣象服務外，國家氣象中心還負責製造人工降雨，以提高沙烏地阿拉伯的降水率。

## 歷史
2019年3月，國家氣象中心於第417號大臣會議期間成立。該會議決議解散氣象和環境保護總局，改組成立國家氣象中心、國家野生動物中心、國家植被發展與沙漠化防治中心和國家環境合規監測中心。

## 外部連結
- 國家氣象中心